# Kiki Vandeweghe
Ernest Maurice „Kiki“ VanDeWeghe III (* 1. August 1958 in Wiesbaden, Deutschland) ist ein ehemaliger US-amerikanischer Basketballspieler, -trainer, -funktionär und -analyst. Kiki VanDeWeghe, der seinen Namen seit 2013 mit drei Versalien schreibt, war zwischen 2013 und 2021 Sportdirektor und Seniorvizepräsident der National Basketball Association (NBA). Nach dieser Position blieb er der NBA als „Spezialberater“ (special advisor) verbunden. 

## Spielerkarriere
In seiner Collegezeit spielte Vandeweghe von 1976 bis 1980 für die UCLA Bruins. In seinem Senior-Jahr führte er das Team mit 19,5 Punkten und 6,8 Rebounds pro Spiel bis ins Finale der NCAA Division I Basketball Championship. Er schloss in seinem Hauptfach Wirtschaft ab. Anschließend meldete er sich für die NBA-Draft 1980 an.
Dort wurde Vandeweghe an elfter Stelle von den Dallas Mavericks ausgewählt. Er weigerte sich jedoch, für die Mavericks zu spielen und zwang das Franchise so, ihn am 3. Dezember 1980 zusammen mit einem Erstrunden-Draftpick im Austausch gegen Sam Vincent und zwei Erstrunden-Draftpicks zu den Denver Nuggets zu transferieren.
Bei den Nuggets spielte er sich nach einer soliden ersten Saison im zweiten Jahr in die Startaufstellung. Mit durchschnittlich 21,5 Punkten und 5,6 Rebounds leistete er seinen Beitrag daran, dass Denver nach zweijähriger Pause wieder die Playoffs erreichte. In den Jahren 1983 und 1984 erhielt er die beiden einzigen Einladungen zum All-Star Game in seiner Karriere. Dabei kam er in der Saison 1982/83 auf 26,7 Punkte pro Spiel und in der Folgesaison mit 29,4 Punkten auf den besten Wert seiner gesamten Laufbahn. Am 13. Dezember 1983 war er mit 51 Punkten der erfolgreichste Schütze im punktereichsten Spiel der NBA-Geschichte. Die Nuggets verloren das Spiel nach dreimaliger Verlängerung mit 184:186 gegen die Detroit Pistons.
Am 7. Juni 1984 wechselte er im Tausch gegen Wayne Cooper, Fat Lever, Calvin Natt, einen Erstrunden-Draftpick und einen Zweitrunden-Draftpick zu den Portland Trail Blazers. In Portland bildete er zusammen mit Clyde Drexler einen der gefährlichsten Backcourts der NBA der 80er Jahre. Vandeweghe erzielte im ersten Jahr 22,4, im Zweiten 24,8 und im dritten Jahr 26,9 Punkte pro Spiel. Im vierten Jahr verpasste er aufgrund einer Rückenverletzung weite Teile der Saison. Infolge der Verletzung verlor er seinen Platz in der Startaufstellung an Jerome Kersey.
Am 23. Februar 1989 wechselte er für einen Erstrunden-Draftpick zu den New York Knicks. Für die Knicks wurde er zum Rollenspieler. Durch die Folgen der in seiner Zeit in Portland erlittenen Rückenverletzung verpasste er in seiner New Yorker Zeit viele Spiele. In der Saison 1990/91 stand er noch einmal in 72 Spielen in der Startaufstellung und konnte mit 16,3 Punkten pro Spiel annähernd an frühere Leistungen anknüpfen. In der folgenden Saison bekam er nur noch wenig Spielzeit. Am 24. Juni 1992 wurde er von den Knicks entlassen.
Am 11. Oktober des gleichen Jahres wurde er von den Los Angeles Clippers verpflichtet. Für die Clippers absolvierte er noch 41 Spiele, bevor er seine Laufbahn beendete. In 810 Spielen der regulären Saison erzielte er insgesamt 15.980 Punkte, was einem Schnitt von 19,7 Punkten pro Spiel entspricht. In 13 Jahren konnten sich seine Teams zwölfmal für die Playoffs qualifizieren. Eine Finalteilnahme blieb Vandeweghe verwehrt.

## Nach der aktiven Karriere
Nach seiner aktiven Karriere wechselte er ins Management der von ihm als Spieler verschmähten Dallas Mavericks. Dort war er an der Verpflichtung von Dirk Nowitzki beteiligt. Anschließend wurde er von 2001 bis 2006 Sportdirektor (General Manager) der Denver Nuggets. 2007 nahm er einen Job im Management der New Jersey Nets an. Vorher hatte er zwei Jahre für ESPN kommentiert. Von 2009 bis 2010 trainierte er die Nets. Er folgte auf die in der Saison sieglosen Lawrence Frank und Interimscoach Tom Barrise, konnte von den verbleibenden 64 Spielen aber nur 12 gewinnen. Danach schrieb Vandeweghe zwei Jahre als Analyst der Los Angeles Clippers für Fox Sports West.
Im Jahr 2013 wurde Kiki VanDeWeghe zum NBA-Seniorvizepräsidenten für den Basketballbetrieb unter dem geschäftsführenden Vizepräsidenten Stu Jackson ernannt. Er diente außerdem als Verbindungsmann zwischen Teams und Liga. Mit dieser Ernennung ging eine veränderte Schreibweise seines Namens einher. Im Gedenken an seinen verstorbenen Großvater will VanDeWeghe mit der neuen Schreibweise seines Namens an die flämische Herkunft seines Großvaters erinnern. Am 2. August 2021 wurde verlautet, dass VanDeWeghe von seinem Posten zurückträte und Spezialberater für Byron Spruell, den Präsidenten des NBA-Spielbetriebs, werden würde.

## Persönliches
Kikis Vater ist der in Kanada geborene Ernie Vandeweghe (1928–2014), der von 1949 bis 1956 für die New York Knickerbockers spielte. Er diente nach seiner NBA-Karriere als Arzt in der US Air Force und war bei Kikis Geburt in Deutschland stationiert. Er ließ sich in den 60er Jahren mit seiner Familie in Los Angeles nieder und wurde Professor in der Universitätsklinik der University of California, Los Angeles (UCLA) und Mannschaftsarzt der Los Angeles Lakers. Er war Mitglied von Präsident Gerald R. Fords Kommission zur Stärkung des amerikanischen Amateursports in internationalen Wettkämpfen und somit federführend beim Amateur Sports Act of 1978.
Ernies Schwager Mel Hutchins (1928–2018), Bruder von Colleen Kay Hutchins (1926–2010), der Miss America von 1952, und damit Kikis Oheim (also der Onkel mütterlicherseits), spielte zwischen 1951 und 1957 für die Milwaukee Hawks, die Fort Wayne Pistons und die New York Knickerbockers und war viermaliger All-Star.
Kikis Schwester Tauna Vandeweghe nahm an den Olympischen Sommerspielen 1976 in Montreal im 100-Meter-Rückenschwimmen teil und verpasste als Vierte nur knapp eine Medaille. Ihre Tochter, die Tennisspielerin Coco Vandeweghe, ist seine Nichte. Deren Geschwister sind Beau, der von 2010 bis 2013 Volleyball an der Pepperdine University spielte, Crash und Honnie.
Kikis andere Schwester Heather war 1990 Ärztin an der UCLA und war für die Vereinigten Staaten im Polo aktiv.
Kikis jüngerer Bruder Bruk Vandeweghe erhielt an der San Diego State als Freshman ein Golf-Stipendium. Nachdem er die Aufnahme ins Universitätsteam um einen Schlag verpasst hatte, entschied er sich für die Volleyballmannschaft der Hochschule. Als dreimaliger wertvollster Spieler der Aztecs schloss er das Studium ab und wurde Beachvolleyballprofi.
Kiki hat mit seiner Frau Peggy einen Sohn, Ernest Maurice VanDeWeghe IV.